# 共産主義青年インターナショナル
共産主義青年インターナショナル（きょうさんしゅぎせいねんインターナショナル、ロシア語: Коммунистический интернационал молодёжи ; КИМ）は、1919年から1943年まで存在した、青年の国際組織である。国際共産主義青年同盟、国際共産青年同盟、ロシア語名の頭文字からキム、等ともよばれる。

## 沿革
- コミンテルン第1回大会から8か月後の1919年11月20-26日、ベルリンで創立大会[1][2]。綱領を採択。
- 1921年7月、第2回大会。
- 1922年1月30日-2月2日、キムがよびかけた第1回極東革命的青年大会開催、日本からは4人が出席[1]。
- 1922年12月4日、第3回大会。「東洋における活動についての決議」採択[1]。
- 1924年6月、第4回大会。
- 1926年2月22日、執行委員会3月総会に徳田球一が参加し「日本問題小委員会」で決議[3]。
- 1928年8月20日-9月18日、第5回大会。綱領を改定。「共産青年インターナショナル日本支部の任務にかんするテーゼ」を採択[4]。佐野博が評議員として参加し、執行委員に選出された[5]。
- 1935年9月25日-10月10日、第6回大会。「反ファッショ青年統一戦線」の方針を決定、ひろく進歩的な青年を結集した新しい型の青年組織の結成を提起[6]。
- 1943年5月-6月、コミンテルン執行委員会幹部会はコミンテルンとキムの解散を決定[7]。同年6月1日キムはこれを支持[6]。同年6月10日から全機関廃止[7]。